# Camponotus kolthoffi
Camponotus kolthoffi är en myrart som beskrevs av Hermann Stitz 1934. Camponotus kolthoffi ingår i släktet hästmyror, och familjen myror. Inga underarter finns listade.